# 九龍區專線小巴88線
九龍區專線小巴88線，由長利貿易營辦，循環來往啟德啟晴邨及黃大仙站，依次途經九龍城、東頭邨、黃大仙下邨及新蒲崗。
九龍區專線小巴88A線，由長利貿易營辦，循環來往啟德啟晴邨或黃大仙站至香港兒童醫院。

## 歷史
- 2014年6月6日：運輸署公開招標6組共8條專綫小巴新路線的經營權，此路線自成一組。[1]
- 2015年2月1日：88線投入服務。[2]
- 2015年4月2日：為配合通往新蒲崗七寶街至啟德協調道的行車隧道建設工程，東啟德遊樂場以南介乎六合街與景福街之間的一段四美街，以及介乎四美街與景康街之間的一段景福街永久封閉，往啟晴邨方向駛至四美街後，改經六合街、七寶街及三祝街，然後返回景福街原有路線。[3]
- 2015年5月15日：星期一至五07:00-10:00由黃大仙站開出的班次繞經工業貿易大樓，並加密平日繁忙時間班次。[4]
- 2016年9月：增設一輛快車，於早上繁忙時間由黃大仙站往啟晴邨，另營辦商亦研究開辦啟晴邨往黃大仙站快車路線的可行性。[5]
- 2017年8月17日：配合啟新道通車，往啟晴邨方向駛至七寶街後改經啟新道、協調道西行、迴旋處掉頭及協調道東行返回承啟道原有路線，全日加停工業貿易大樓，並取消太子道東東行近太子工業大廈的分站。[6]
- 2017年11月19日：為配合協調道西行近警察啟德行動基地的支路重新開放，往黃大仙站方向於協調道西行改經上述支路返回太子道東西行原有路線，位於協調道西行工業貿易大樓對面的分站取消，改停太子道東西行工業貿易大樓外。[7]
- 2025年3月31日：88A線投入服務。

## 服務時間及班次
88線
| 由啟德（啟晴邨）開出 | 由啟德（啟晴邨）開出 |
| 服務時間             | 班次（分鐘）         |
| 星期一至五           | 星期一至五           |
| -------------------- | -------------------- |
| 06:00 - 10:00        | 12／15               |
| 10:00 - 16:00        | 15／20               |
| 16:00 - 20:00        | 20／30               |
| 星期六、日及公眾假期 |                      |
| 06:00 - 20:00        | 15／30               |

88A線
| 由黃大仙開出         | 由黃大仙開出 |
| 服務時間             | 班次（分鐘） |
| 星期一至五           | 星期一至五   |
| -------------------- | ------------ |
| 07:00 - 19:00        | 30           |
| 由啟德（啟晴邨）開出 |              |
| 星期六、日及公眾假期 |              |
| 07:00 - 19:00        | 30           |

## 收費
88
- 全程收費：$4.9

| - 此路線大小同價。 - 65歲或以上長者使用長者或個人八達通（包括「樂悠咭」），合資格殘疾人士使用「殘疾人士身份」個人八達通，以及60至64歲香港居民使用「樂悠咭」繳付車資，均可享有每程劃一$2.0的政府長者及合資格殘疾人士公共交通票價優惠計劃。 - 乘客可以現金或八達通卡於上車時付款，不設找贖。 |

| 收費調整生效日期 | 全程收費（成人） | 全程收費（優惠）                                                                                              |
| ---------------- | ---------------- | --- |
| 2016年9月30日    | $4.0             | － |
| 2016年6月1日     | $3.6             | － |
| 2016年2月5日     | $3.6             | 學生：$2.6 （營辦商因經營困難，要求取消學生優惠；及後按運輸署要求，維持優惠至5月30日，其後再延長優惠期至8月） |
| 2015年2月1日     | $3.6             | 長者：$1.8 殘疾人士：$2.0 學生：$2.6                                                                          |

88A
- 全程收費：$8.8
  - 啟晴邨往來香港兒童醫院：$6.1
  - 啟晴邨往來黃大仙站：$4.9

| - 此路線大小同價。 - 65歲或以上長者使用長者或個人八達通（包括「樂悠咭」），合資格殘疾人士使用「殘疾人士身份」個人八達通，以及60至64歲香港居民使用「樂悠咭」繳付車資，均可享有每程劃一$2.0的政府長者及合資格殘疾人士公共交通票價優惠計劃。 - 乘客可以現金或八達通卡於上車時付款，不設找贖。 |

## 行車路線
駛經：承啟道，協調道，支路，太子道東，迴旋處，太子道西，龍崗道，賈炳達道，樂善道，彩虹道，大成街，東頭村道，沙田坳道，彩虹道，彩頤里，四美街，六合街，七寶街，啟新道，協調道，迴旋處，協調道，承啟道，沐虹街，沐翠街及承啟道。

## 用車
此路線使用6輛豐田Coaster石油氣公共小巴行走。
| 九龍88線用車列表 | 九龍88線用車列表 | 九龍88線用車列表 | 九龍88線用車列表 | 九龍88線用車列表                 |
| ---------------- | ---------------- | ---------------- | ---------------- | -------------------------------- |
| 車牌             | 車款             | 代數             | 座位數目         | 備註                             |
| ET8826           | 豐田Coaster      | 2015年6LS        | 16               |                                  |
| FX5833           | 豐田Coaster      | 2004年5LS        | 16               | 原為紅小筲石線用車               |
| LK4638           | 豐田Coaster      | 2004年5LS        | 16               | 原為紅小筲石線用車及港島26線用車 |
| LN4565           | 豐田Coaster      | 2004年5LS        | 16               | 原為紅小官荃線及銅荃線用車       |
| LS9126           | 豐田Coaster      | 2004年5LS2       | 16               | 原為紅小灣荃線用車及港島26線用車 |
| TD2938           | 豐田Coaster      | 2015年6LS        | 16               |                                  |

## 客量
此路線主要方便啟德北兩個公共屋邨居民往返九龍城及新蒲崗購物，及於黃大仙站接駁港鐵。在屯馬綫通車後，由於啟德居民可改用啟德站接駁港鐵，屆時此線客量將顯著下降。